# Ibalonius ferrugineus
Ibalonius ferrugineus is een hooiwagen uit de familie Podoctidae. De originele naamcombinatie (protoniem) was Mesoceras ferrugineum Roewer, 1912. Een volgende naamrecombinatie werd gepubliceerd als Ibalonius ferrugineus (Roewer, 1912) in Suzuki 1977. Een alternatieve spelling in sommige online bronnen was "Ibalonius ferrugineum", maar blijkbaar niet overgenomen in taxonomische publicaties.